# Muscle Museum
Muscle Museum è un singolo del gruppo musicale britannico Muse, pubblicato il 22 novembre 1999 come terzo estratto dal primo album in studio Showbiz.
Una seconda versione del brano è stata ripubblicata il 9 ottobre 2000 come sesto ed ultimo singolo dell'album.

## Descrizione
Seconda traccia di Showbiz, il titolo del brano venne deciso da Matthew Bellamy scegliendo da un dizionario della lingua inglese la parola "muscle" e la parola "museum", rispettivamente la precedente e la successiva della parola "muse", nome del gruppo.
Si tratta inoltre del primo singolo pubblicato dai Muse negli Stati Uniti d'America e nel Benelux, nonché il secondo in Australia. Alcuni dei singoli originali distribuiti portano in copertina gli autografi dei componenti del gruppo, compresi quasi tutti quelli realizzati su 7", divenendo presto pezzi da collezione tra i fan.

## Tracce

### Edizione del 1999
CD promozionale − 1ª versione (Francia)
1. Muscle Museum (Radio Edit) – 3:51
2. Muscle Museum (Version Album) – 4:23

CD promozionale − 2ª versione (Francia)
1. Muscle Museum – 4:27
2. Twin – 3:18
3. Jimmy Kane – 3:28
4. Forced In – 5:10

CD promozionale (Germania), CD singolo (Germania)
1. Muscle Museum (Radio Edit) – 3:13
2. Overdue – 2:26
3. Jimmy Kane – 3:27
4. Muscle Museum (Album Version) – 5:09

CD promozionale − 1ª versione (Regno Unito)
1. Muscle Museum (Radio Edit) – 3:58

CD promozionale − 2ª versione (Regno Unito)
1. Muscle Museum (Revisited Radio Edit) – 3:12

CD promozionale (Stati Uniti)
1. Muscle Museum (Radio Edit) – 3:58
2. Muscle Museum (Album Version) – 4:23

CD singolo (Australia)
1. Muscle Museum (Album Version) – 4:25
2. Do We Need This? – 4:16
3. Pink Ego Box – 3:31
4. Muscle Museum (Live Acoustic) – 4:45

CD singolo – parte 1 (Regno Unito)
1. Muscle Museum (Album Version) – 4:25
2. Do We Need This? – 4:17
3. Muscle Museum (Live Acoustic) – 4:45

CD singolo – parte 2 (Regno Unito)
1. Muscle Museum (Full Length Version) – 5:29
2. Pink Ego Box – 3:32
3. Con-Science – 4:52

7" (Regno Unito)
- Lato A

1. Muscle Museum – 4:25

- Lato B

1. Minimum – 2:44

Download digitale
1. Muscle Museum – 4:22
2. Muscle Museum (Live Acoustic Version) – 4:44
3. Do We Need This? – 4:15
4. Pink Ego Box – 3:30
5. Con-Science – 4:51
6. Minimum – 2:44

### Edizione del 2000
CD singolo – parte 1 (Regno Unito)
1. Muscle Museum (US Mix) – 4:23
2. Agitated (Live) – 3:11
3. Sunburn (Timo Maas Sunstroke Mix) – 6:44
4. Muscle Museum (Live Video) – 4:23

CD singolo – parte 2 (Regno Unito)
1. Muscle Museum (US Mix) – 4:23
2. Sober (Saint US Mix) – 4:04
3. Muscle Museum (Soulwax Mix) – 3:44

CD maxi-singolo (Regno Unito)
1. Muscle Museum (US Mix) – 4:23
2. Sunburn (Timo Maas Sunstroke Mix) – 6:44
3. Muscle Museum (Soulwax Mix) – 3:44
4. Agitated (Live) – 3:11

7" (Regno Unito)
- Lato A

1. Muscle Museum (US Mix) – 4:23

- Lato B

1. Escape (Live) – 3:32

Download digitale
1. Muscle Museum (US Mix) – 4:29
2. Muscle Museum (Soulwax Remix) – 3:44
3. Sober (Saint US Mix) – 4:07
4. Agitated (Live) – 3:14
5. Sunburn (Timo Maas Sunstroke Mix) – 6:47
6. Escape (Live) – 3:34

## Formazione
Hanno partecipato alle registrazioni, secondo le note di copertina di Showbiz:
Gruppo
- Dominic Howard – batteria, radio noise
- Matthew Bellamy – voce, chitarra, mellotron, pianoforte
- Chris Wolstenholme – basso

Produzione
- Paul Reeve – produzione, registrazione
- Muse – produzione
- John Leckie – missaggio, produzione aggiuntiva
- Adrian Scarfe – assistenza al missaggio
- Safta Jaffrey – produzione esecutiva
- Dennis Smith – produzione esecutiva
- Mark Thomas – assistenza tecnica (Samwills Studio)
- Boris Aldridge – assistenza tecnica (RAK Studios)

## Classifiche
| Classifica (2000) | Posizione massima |
| ----------------- | ----------------- |
| Paesi Bassi       | 100               |
| Regno Unito       | 25                |